# وريد مركزي كبدي
الأوردة المركزية في الكبد (أو الوُريدات المركزية) هي أوردة توجد في منتصف الفصيص الكبدي.
تقوم هذه الأوردة باستقبال الدم الذي يختلط في الجيوب الكبدية وتقوم بارجاعه إلى الدورة الدموية عن طريق الوريد الكبدي.

## وصلات خارجية
- central+veins+of+liver في قاموس إي ميديسين

- علم الأنسجة (جامعة بوسطن) 15505loa
- Histology at okstate.edu
- Histology at ntu.edu.tw
- Diagrams at vanderbilt.edu